# Hubert Pierlot
Hubert Marie Eugène Pierlot (23. prosince 1883 Cugnon – 13. prosince 1963 Uccle) byl belgický politik. V letech 1939 až 1945 byl premiérem Belgie, po většinu svého mandátu byl německou okupací nucen působit v exilu, nejprve ve Francii, později v Británii. Souběžně s premiérskou funkcí zastával post ministra obrany. Byl zástupcem Katolické strany. V letech 1934–1935 byl ministrem vnitra, v letech 1934–35 a 1936–1939 ministrem zemědělství, v roce 1937 působil krátce jako ministr spravedlnosti a roku 1939 jako ministr zahraničí. V letech 1926-1936 a 1936-1946 byl senátorem.
Během německé invaze do Belgie v květnu 1940 propukl spor mezi ním a králem Leopoldem III. v otázce, zda má král odejít do exilu, nebo se vzdát německé armádě. Pierlot žádal to první, ale Leopold se rozhodl pro druhou variantu. Pierlot považoval Leopoldovu kapitulaci za porušení ústavy a žádal parlament, aby prohlásil Leopolda za nezpůsobilého vládnout. Konfrontace vyvolala trvalé nepřátelství mezi Pierlotem a konzervativci, kteří podporovali králův postoj a považovali exil vlády za zbabělost. To byla značná komplikace pro politika, jehož Katolická strana čerpala podporu zejména právě v royalistických a konzervativních kruzích. V exilu (1940 až 1944) hrál důležitou roli ve válečných jednáních mezi spojeneckými mocnostmi, čímž položil základy pro belgickou poválečnou rekonstrukci. Po osvobození Belgie v září 1944 se vrátil do Bruselu, kde vedl novou vládu národní jednoty. Kritika politické levice a neschopnost nové vlády vypořádat se s vážnými poválečnými problémy vedly k pádu vlády v únoru 1945. Pierlotovo místo převzal socialista Achille Van Acker. Pierlot odešel z politiky v roce 1946, z velké části kvůli nepopularitě ve vlastní straně, již mu zajistil jeho postoj v královské otázce.
Vystudoval politické vědy a práva na Katolické univerzitě v Lovani, jako advokát se i živil. Zúčastnil se bojů první světové války, mj. bitvy na řece Yser. Po skončení politické kariéry se vrátil k advokátní praxi.